# Écarpière
L'Écarpière est une ancienne mine d'uranium située sur la commune de Gétigné en Loire-Atlantique, en France, exploitée jusqu'en 1990 par la Compagnie générale des matières atomiques (COGEMA), devenue en 2006 la filiale Areva NC. L'usine du site traitait les minerais des mines d'uranium de la Division minière de Vendée.
Selon le dernier inventaire de l'Agence nationale pour la gestion des déchets radioactifs (ANDRA), le site contient 11,35 millions de tonnes de résidus de traitement du minerai d'uranium. Ces déchets émettent une radioactivité de 186 Téra-becquerels.
Une centrale solaire a été créée à côté de la mine mais un incendie la détruit le 4 août 2020. L'incendie s'est propagé sur la mine et a détruit 11 hectares.

## Description
La mine possède 3 puits (P1, P2 et P3) 
Aujourd'hui il n'en reste que des collines.

## Site externe
- Patrimoine des Pays de la Loire